# Troll (Warcraft)

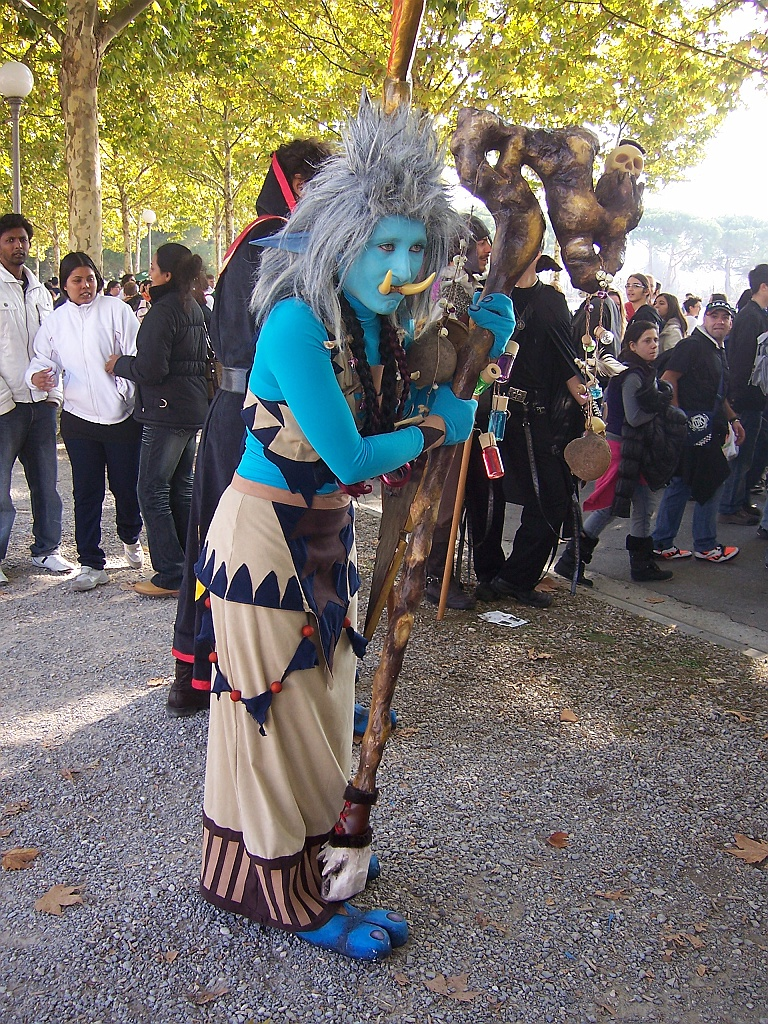
Cosplayer in costume da troll di Warcraft a Lucca Comics & Games 2011

I troll sono una razza dell'universo immaginario di Warcraft, creato da Blizzard Entertainment. Compaiono per la prima volta nel videogioco Warcraft II: Tides of Darkness, per poi divenire una presenza costante nei titoli successivi come anche nel restante materiale della serie di Warcraft.
In Warcraft II fanno parte delle forze degli orchi e sono controllabili dal giocatore solo selezionando questi ultimi; in Warcraft III: Reign of Chaos fanno sempre parte delle forze degli orchi oppure di quelle neutrali, mentre in World of Warcraft il troll diventa un personaggio selezionabile.

## Descrizione
Presente in ogni parte di Azeroth, il popolo dei troll è suddiviso in numerose sottorazze. Generalmente i troll sono alti circa 2 metri e 10 e pesano circa 90 chili, con l'eccezione dei Drakkari e degli Zandalari, che tendono ad essere più imponenti. I Lanciascura sono i più "gracili" fra le razze di troll, ma sono i più astuti ed intelligenti e in alcuni casi possono comunque crescere a dimensioni esagerate, come i berserker di Warcraft III, che risultavano più alti dei grunt degli orchi.
I troll hanno solo tre dita per mano (di cui un pollice) e due per piede. Hanno orecchie a punta piuttosto lunghe, i maschi sono caratterizzati da zanne sporgenti a volte anche molto lunghe, e da una caratteristica posizione incurvata, mentre le femmine hanno zanne molto ridotte rispetto ai maschi e restano in posizione perfettamente eretta. I troll della foresta sono ricoperti da un sottile strato di muschio apparso dopo la nascita, dando loro un colore verdastro della pelle. La colorazione dei troll può essere bluastra, grigiastra, verdognola o tendente al viola. Altra peculiare caratteristica dei troll è l'elevata capacità di rigenerazione dei tessuti, che costituisce un notevole vantaggio in battaglia. La loro rigenerazione può tuttavia essere bloccata da alcuni fattori, come potenti veleni, ed è comunque possibile mutilarli o ucciderli.
La lingua parlata dai troll è lo zandali, che in inglese viene reso con un forte accento giamaicano o cubano, mentre in italiano viene tradotto con un accento tipicamente napoletano. In Warcraft 2 e 3 non hanno accento.
La maggioranza dei troll è leale solo alla propria tribù, fatta eccezione per i Lanciascura e i Lanciarotta che sono parte dell'Orda e gli Zannatorta che le sono alleati.

## Storia

### Origini
La storia dei troll è, fra quella delle varie razze dell'universo di Warcraft, quella che ha le radici più lontane. Molto tempo prima della venuta dei Titani e della nascita degli elfi della notte, esisteva la tribù di troll Zandalar. La civiltà dei troll ricopriva una grande parte dell'allora unico continente di Azeroth, Kalimdor, con capitale Zuldazar. Ad un certo punto l'impero si spaccò in due parti (con Zuldazar ancora sotto il controllo della tribù Zandalar, come territorio sacro e neutrale), creando così gli imperi degli Amani e dei Gurubashi, formati da quei troll che, diversamente dagli Zandalari, erano guerriglieri e non studiosi; un altro impero piuttosto grande era quello di Zul'Drak, a nord, ma la maggioranza delle tribù di troll ricadeva sotto i primi due. Entrambi gli imperi erano concentrati sul distruggere gli aqir, una razza insettoide che tentava di reclamare per sé tutta Kalimdor. Dopo una guerra durata migliaia di anni, i troll riuscirono a separare le forze degli aqir, dividendoli in due imperi: i nerubiani di Azjol-Nerub a nord (nell'attuale Dracombra, a Nordania) e i qiraji di Ahn'Qiraj a sud (a sud dell'odierna Silitus, a Kalimdor). Qualche tempo dopo la sconfitta degli aqir apparvero su Kalimdor gli elfi della notte, evolutisi dai troll oscuri mutati dalle energie del magico Pozzo dell'Eternità (informazione già attestata dalle antiche leggende troll, ma decisamente rigettata dagli elfi stessi). Utilizzando la magia arcana del Pozzo, gli elfi della notte smantellarono ben presto gli imperi degli Amani e dei Gurubashi, riducendoli a moncherini di quello che erano all'inizio e costruendo invece il loro impero, che a sua volta non durò molto. Attirando l'attenzione della Legione Infuocata con il loro forsennato uso della magia, gli elfi della notte provocarono la Guerra degli Antichi, che mandò a pezzi sia il loro regno che il mondo intero. Non è ben specificato se i demoni abbiano attaccato anche i troll, ma è piuttosto probabile che la Guerra degli Antichi abbia imperversato per tutto il continente.

### Dopo la Frattura
Quando avvenne la Frattura, ovvero la repentina deriva dei continenti causata dall'implosione del Pozzo dell'Eternità in seguito alla Guerra degli Antichi, i troll si ritrovarono sparsi ovunque nei continenti. Mentre il territorio neutrale di Zandalar era diventato un'isola sperduta nel Grande Mare, al largo delle coste delle Marche Occidentali, e Zul'Drak era situata nel tetto del mondo, Nordania, gli imperi degli Amani (composto da troll della foresta) e dei Gurubashi (troll della giungla) si ritrovarono uno nell'estremo nord e l'altro nell'estremo sud dei Regni Orientali. Mentre l'impero Amani era però ancora tutt'uno, i Gurubashi avevano perso un vasto pezzo di terra che era rimasto a Kalimdor, cioè l'odierno deserto di Tanaris. In un periodo non ben precisato dopo la Frattura, inoltre, i Gurubashi attirirarono su di sé l'ira del Signore elementale dell'Acqua, Neptulon, (forse dopo essere entrati in possesso di un manufatto che garantiva il controllo sulle acque, la Pietra delle Profondità). Neptulon inviò i suoi kraken ad assediare l'impero Gurubashi, e successivamente distrusse con degli tsunami giganteschi la città di I'lalai, annegandone tutti gli abitanti, e i territori circostanti.

### I Gurubashi e l'avvento di Hakkar
Situato nella fertile Valle di Rovotorto, l'impero dei Gurubashi lottava per sopravvivere, piegato dalla fatica della ricostruzione e dalla paura. Una casta di alti sacerdoti troll cercò disperatamente l'aiuto di qualche dio, e l'unico a rispondere alla chiamata fu Hakkar lo Scorticatore d'Anime. Hakkar diede ai Gurubashi la potenza che desideravano, ma in cambio richiedeva sacrifici di sangue. Per non farlo infuriare, innumerevoli troll furono sacrificati ad Hakkar, ma il dio ne domandava sempre di più, fino a che un giorno chiese di essere evocato fisicamente nel mondo, così che potesse saziarsi da solo. Alcuni degli Hakkari (così si chiamavano i sacerdoti dediti al culto del dio) inorridirono all'idea, mentre altri estremisti, chiamati Atal'ai, non esitarono ad accontentarlo.
A quel punto esplose la rivolta: sia gli Hakkari che erano contro gli Atal'ai, sia il resto dell'impero, si rivoltarono contro Hakkar. Anche la tribù originale degli Zandalar si unì al conflitto, vedendo in Hakkar un pericolo per il mondo intero. Gli Atal'ai vennero decimati, e l'avatar del dio distrutto. Gli Atal'ai superstiti fuggirono a nord, nella Palude del Dolore, dove costruirono un altro tempio dedicato ad Hakkar. I Gurubashi, però, nella loro smania di distruggere tutto ciò che avesse a che fare con Hakkar, se la presero anche con gli Hakkari i quali, furiosi per il tradimento, raggiunsero gli Atal'ai giurando a loro volta fedeltà ad Hakkar. Assieme cercarono di riportare l'avatar di Hakkar su Azeroth ma Ysera, l'Aspetto Draconico del Sogno di Smeraldo scoprì ben presto le loro attività. Fece così schiantare il tempio nelle profondità della palude (dove si trova ora col nome, per l'appunto, di "Tempio Sommerso") e spedì diversi draghi verdi a sorvegliare la zona.
Nel frattempo l'impero dei Gurubashi aveva iniziato a spaccarsi in diverse tribù quali Scalporosso, Fendicranio e Lanciascura, ognuna delle quali lottava con le altre per la supremazia. I restanti troll della tribù Gurubashi giunsero alla conclusione che uccidere l'avatar di Hakkar era stato un errore - nonostante i numerosi sacrifici, ai tempi l'impero era unito - così anch'essi cominciarono a lavorare per riportare Hakkar ad Azeroth.

### Gli Amani e gli alti elfi
A differenza dei Gurubashi, internamente divisi, gli Amani formavano un impero perfettamente coeso, che si era espanso per buona parte del Lordaeron settentrionale. Gli Amani non ebbero alcun nemico fino all'arrivo degli alti elfi, scacciati da Kalimdor dagli elfi della notte per aver continuato ad usare la magia arcana, sbarcati a Pinargento nell'ovest di Lordaeron e giunti nella penisola a nordest, dove decisero di fondare il regno di Quel'Thalas. Il neonato regno elfico si trovava nel bel mezzo delle terre dei troll, e gli alti elfi costruirono delle pietre runiche per tenerli lontani. La situazione fra i due popoli rimase di stallo per molti anni fino a che, durante il regno del re elfo Anasterian Solealto, gli Amani furono pronti per assediare in massa Quel'Thalas, dando inizio alle Guerre dei Troll. In netta inferiorità numerica, gli elfi chiesero aiuto agli umani di Arathor, e i due popoli alleati riuscirono a ricacciare indietro i troll e a demolire buona parte del loro impero.
Gli Amani, guidati da Zul'jin, cercarono di prendersi la rivincita sugli alti elfi alleandosi con l'Orda durante la Seconda Guerra, ma quando essa fu sconfitta la abbandonarono al suo destino. Ad oggi solo una tribù di troll della foresta è affiliata all'Orda, la tribù Zannatorta.

### I Lanciascura e l'Orda
Delle tribù dei troll della giungla, la Lanciascura era la più piccola e debole, e ben presto fu scacciata dalle sue terre e costretta a rifugiarsi su un remoto gruppo di isole al largo dei Regni Orientali. In balia dei murloc, delle violente tempeste e ben presto anche dei coloni umani di Kul Tiras, i Lanciascura lottavano per sopravvivere. Il loro capo, un veggente di nome Sen'jin, che cercava di portare un po' di pace per la propria tribù, ebbe un giorno una visione di una creatura dalla pelle verde, veggente come lui, che avrebbe scacciato gli umani e condotto i Lanciascura verso un destino migliore. Il personaggio della visione si rivelò poi essere l'orco Thrall, che con la riformata Orda era salpato per Kalimdor, approdando sulle loro isole per una tempesta. Gli orchi e i troll scacciarono gli umani dalle isole, ma vennero rapidamente attaccata dai murloc, che intendevano sacrificarli alla strega del mare naga fantasma Zar'jira. Fuggito, Thrall riuscì a liberare molti troll e orchi, ma non arrivò in tempo per salvare Sen'jin, colpito a morte dal capo dei murloc. Morente, Sen'jin pregò Thrall di portare via con sé i troll da quelle isole. Thrall propose questo al figlio di Sen'jin, Vol'jin, che accettò e mandò con lui subito alcuni troll. Il grosso dei Lanciascura, compreso Vol'jin, rimase ancora per un anno sulle isole, preparandosi alla partenza, per poi raggiungere l'Orda a Durotar, stabilendosi sulle Isole dell'Eco.
Non passò purtroppo molto tempo che Zalazane, uno stregone della tribù, impazzì e cominciò ad asservire alla sua volontà i membri della tribù, costringendo in breve Vol'jin e i Lanciascura ad abbandonare le isole. Solo con un evento successivo all'uscita di Wrath of the Lich King, la seconda espansione di World of Warcraft, i Lanciascura riuscirono a riappropriarsi delle Isole dell'Eco.

### Zul'Drak e il Flagello
I troll dei ghiacci vennero esiliati dagli Zandalar per la loro eccessiva brutalità e violenza. La maggioranza di essi si stabilì nel nord di Kalimdor, fondando il regno di Zul'Drak.
Come per gli Amani, i troll di Zul'Drak, chiamati Drakkari, non avevano particolari nemici che costituissero un pericolo, nonostante il regno nerubiano di Azjol-Nerub, rimanenza dell'antico impero degli aqir, si trovasse non molto lontano. La disfatta dei Drakkari arrivò quando il demone Kil'jaeden scagliò il Re dei Lich sulla cima del ghiacciaio Corona di Ghiaccio, non distante da Zul'Drak. Per quanto i Drakkari abbiano cercato di evitare le armate del Re dei Lich, molti di loro sono stati comunque resuscitati come non morti nelle armate del Flagello. Il Flagello ha preso il controllo del bastione troll del Forte di Drak'Tharon, sul confine con i Colli Bradi, e più di recente ha messo sotto assedio il regno intero. Nel tentativo di sconfiggere il Flagello, i Drakkari hanno sacrificato i propri Loa, non facendo altro che causare la propria pazzia. Sia le forze della Crociata Argentea che i troll Zandalar giunsero nella regione per cercare di sistemare la difficile situazione: Zul'Drak, tuttavia, capitolò infine di fronte al Flagello, sebbene la tribù Drakkari esista ancora.

### Il Cataclisma e il periodo successivo
Nel periodo immediatamente precedente il Cataclisma, i troll della sabbia si fecero coinvolgere nei piani del Martello del Crepuscolo, e cercarono di evocare l'idra Gahz'rilla nelle città dell'Orda e dell'Alleanza, piano che venne sventato dalle rispettive forze. La tribù venne quindi attaccata e i suoi piani distrutti. Venne poi rivelato che Zul'Farrak era stata ridotta ad una terra deserta e che la tribù Sabbiafurente non esisteva più; non è chiaro se questo significhi che sono estinti o solamente decimati.
Con la salita di Garrosh Malogrido a capo dell'Orda, i troll Lanciarotta sono stati reclutati all'interno delle sue file e sono entrati in guerra con gli elfi della notte a Rivafosca. La scelta de Lanciarotta si rivelò però fallimentare, in quanto la tribù venne pressoché sterminata dagli elfi della notte.
Tempo dopo la morte di Zul'jin per mano di avventurieri, vista la caduta di tutti gli altri imperi dei troll, gli Zandalari si resero allora conto che la razza dei troll stava scomparendo, distrutta tanto da altre fazioni quanto da liti interne. Decisero quindi, su indicazione del profeta Zul e di re Rastakhan, di riunire tutte le tribù di troll nuovamente in un solo impero, inviando perciò degli emissari a ciascuna di esse. Vol'jin, capo dei Lanciascura, non volendo abbandonare l'Orda, decise di fermare il piano di Rastakhan sul nascere e inviò messaggeri a sua volta un po' ovunque, perfino a Roccavento. Si diresse verso Zul'Aman, nelle Terre Spettrali, dove ottenne l'aiuto dei ranger di Lunargenta guidati da Halduron Alachiara per sconfiggere il nuovo capo degli Amani prima che si potesse alleare con gli Zandalari e soverchiare Quel'Thalas. Halduron ottenne in seguito anche l'aiuto dei ranger alti elfi di Vereesa Ventolesto.

## Razze di troll

Schema raffigurante l'evoluzione dei troll

Al di là degli Zandalar, la tribù originale, i troll possono essere raggruppati in quattro razze maggiori: troll della giungla, troll della foresta, troll dei ghiacci e troll della sabbia. Per una rapida identificazione delle diverse razze si può osservare il colore della pelle: i troll della giungla sono blu o viola, i troll della foresta sono verdi, i troll dei ghiacci sono bianchi o azzurri e i troll della sabbia sono beige. Una quinta razza, i troll oscuri, è considerata spesso un mito; i troll oscuri hanno la pelle viola scuro.

### Tribù Zandalar
La tribù Zandalar è quella che ha dato origine a tutte le altre razze di troll, e come tale non è classificata in nessuna di esse; con un'altezza media di 2 metri e 80, sono molto più imponenti di qualsiasi altro troll, eccetto i Drakkari. Gli Zandalari pongono la conoscenza al di sopra di ogni altra cosa, e sono trattati con molto rispetto dalle altre tribù di troll. Ufficialmente, gli Zandalari non hanno né vogliono avere il controllo sulle altre tribù, e rimangono sempre neutrali sulle scelte prese dagli altri troll; in realtà, però, desiderano l'unione di tutte le tribù di troll sotto un unico impero, com'era in origine. 
Quando i Gurubashi espansero il loro dominio nel sud dei Regni Orientali grazie ad Hakkar, gli Zandalari consultarono gli antichi miti e i resoconti storici, e quanto appresero li fece inorridire: Hakkar era infatti un dio assolutamente malvagio e distruttore, e gli Zandalari fomentarono così la rivolta fra i Gurubashi contro i sacerdoti di Hakkar, che terminò con la distruzione dell'avatar del dio. Quando, molto tempo dopo, i sacerdoti di Hakkar evocarono nuovamente il dio a Zul'Gurub, prendendo anche il controllo delle altre divinità dei troll e dei loro sacerdoti Zandalari, gli Zandalari cominciarono ad assoldare avventurieri dell'Alleanza e dell'Orda per distruggere un'altra volta Hakkar. Questo perché, mentre la prima volta Zul'Gurub era un impero unito e la sua gente si era opposta tutta insieme ad Hakkar, la seconda volta di esso non rimanevano che solitarie tribù in guerra le une con le altre.
Successivamente, gli Zandalari si sono spostati a Zul'Drak durante la sua invasione da parte del Flagello, non per salvare i troll Drakkari, ormai perduti nella loro follia, ma per registrare nei loro documenti la caduta del loro impero e preservarne la storia prima che andasse persa per sempre. Per prevenire un'ulteriore decadimento della razza dei troll, gli Zandalari hanno così deciso di riunire nuovamente tutte le tribù sotto la loro guida; tale scelta è avversata dalla tribù Lanciascura, alleata dell'Orda, che ha cominciato ad ostacolare il piano di Rastakhan.
Attualmente, gli Zandalari risiedono nell'isola di Zandalar, nei Mari del Sud, sotto la guida di re Rastakhan. Una piccola exclave esisteva sull'Isola di Yojamba, a Rovotorto Settentrionale, prima della seconda caduta di Hakkar; in seguito ad essa, solo alcuni dei suoi abitanti rimasero a controllare le attività successive a Zul'Gurub. 

### Troll della giungla
I troll della giungla (jungle trolls) sono quelli che sono o erano parte dell'impero di Zul'Gurub. Sono più flessuosi e leggeri degli altri troll e sono ricoperti da una corta e soffice peluria che li fa apparire di colore blu, viola o grigio. Le tribù note di troll della giungla sono:
- Fendicranio (Skullsplitter), guidati da Ana'thek il Crudele, nel centro di Rovotorto Settentrionale, in guerra con la vicina tribù Scalporosso[21].
- Gurubashi, guidati dal Signore del Sangue Mandokir, con base a Zul'Gurub a Rovotorto Settentrionale[21];
- Lanciarotta (Shatterspear), parte dell'Orda da dopo il Cataclisma, situati a Rivafosca[21]. I Lanciarotta si stabilirono a Rivafosca dopo la distruzione dell'avatar di Hakkar, e fino a prima del Cataclisma occupavano un solo villaggio incastrato fra le montagne di Rivafosca, Vilbosco, Radaluna e Monte Hyjal, estremamente difficile da raggiungere in World of Warcraft[21] (in effetti era stato pensato come una zona non raggiungibile, per scopo puramente decorativo durante i voli da una zona all'altra). Cosa abbia spinto i troll della tribù a vivere seclusi fra le montagne, e all'interno dei territori dei loro antichi nemici elfi della notte non è chiaro[21];
- Lanciascura (Darkspear), guidati da Vol'jin e facenti parte dell'Orda, con base nelle Isole dell'Eco, a Durotar[21]. I Lanciascura, essendosi uniti all'Orda, sono considerati nemici da tutti gli altri troll eccetto gli Zannatorta, i Lanciarotta e gli Zandalari[21];
- Scalporosso (Bloodscalp), guidati da Gan'zulah, nel nordovest di Rovotorto Settentrionale[21];

Vi sono inoltre due fazioni di troll della giungla separate dalle altre tribù, al completo servizio di Hakkar:
- Atal'ai, guidati da Jammal'an il Profeta con base nel Tempio Sommerso, nella Palude del Dolore[21];
- Hakkari, guidati da Jin'do il Malefico, sempre con base nel Tempio Sommerso[21];

Entrambe le fazioni avevano fatto sentire nuovamente la propria presenza anche a Zul'Gurub, dove grazie al potere di Hakkar avevano sottomesso gli altri Loa dei troll; i troll della tribù Zandalar assoldarono avventurieri per distruggere Hakkar, ma attività delle due tribù permasero anche in seguito.

### Troll della foresta
I troll della foresta (o troll silvani, forest trolls) sono quelli che erano parte dell'impero di Zul'Aman, nel nordest di Lordaeron. Millenni prima degli eventi di World of Warcraft, questi troll subirono una mutazione che li rese simbiotici con una specie di muschio, che cresce sulla loro pelle poco dopo la nascita e dà loro la caratteristica colorazione verde. I troll della foresta sono di indole ostile e praticano sacrifici rituali, venendo così considerati malvagi dalle altre razze. In particolare, hanno un odio profondo verso gli alti elfi, gli elfi del sangue e gli orchi; vi sono delle eccezioni, in particolare la tribù Zannatorta alleata con l'Orda e le tribù Bruciaspina e Firetree parte dell'Orda Oscura. Le tribù note sono:
- Amani, guidati da Zul'jin, con base a Zul'Aman, nelle Terre Spettrali;
- Bruciaspina (Smolderthorn), guidati dal Maestro di Guerra Voone e parte dell'Orda Oscura, situati nei Bastioni di Roccianera, nel Massiccio Roccianera[22];
- Firetree, parte dell'Orda Oscura, con base nei Bastioni di Roccianera, nel Massiccio Roccianera[22];
- Ramorrendo (Vilebranch), guidati dalla Sacerdotessa Vile Hexx, con base a Jintha'Alor, nell'est delle Entroterre, che tentano di distruggere la tribù Zannatorta[22].
- Raschiamuschio (Mossflayer), situati nelle Terre Infette Orientali[22];
- Scorzasecca (Witherbark), situati nel sud delle Entroterre e nel sudest degli Altopiani d'Arathi[22], alleati con gli ogre Rocciadura[22].
- Zannatorta (Revantusk), guidati da Zannaculea Primordiale e affiliati all'Orda, con base nelle Entroterre[22]. Sebbene positivamente impressionati da Thrall, gli Zannatorta hanno ancora il ricordo della vecchia Orda in mente, e hanno preferito non entrare a far parte completamente di quella nuova[22];

### Troll dei ghiacci
I troll dei ghiacci sono nativi delle zone più fredde del pianeta di Azeroth. La pelle dei troll dei ghiacci può variare dal bianco al blu; sono stati osservati alcuni troll dei ghiacci verdi, ma si tratta di casi rari dovuti ad un'anomalia nella pigmentazione. Sono inoltre generalmente ricoperti da una fitta peluria, e i Drakkari sono di dimensioni maggiori rispetto agli altri troll. 
Sono selvaggi e crudeli anche secondo gli standard dei troll, caratteristiche che portarono all'esilio di queste tribù dall'impero originale dei troll prima ancora di evolversi in troll dei ghiacci. La maggioranza, cioè la tribù Drakkari, si trova a Nordania, ma un numero significativo è presente anche nei Regni Orientali, in particolar modo a Dun Morogh, dove la tribù Mantogelido crea notevoli problemi ai nani di Forgiardente. 
Le tribù note sono:
- Asciafredda (Winterax), guidati da Korrak la Furia del Sangue, hanno base nella Valle d'Alterac, situata nelle Montagne d'Alterac[12]. Questa tribù è stata rimossa dalla Valle di Alterac ad un certo punto in World of Warcraft; data l'improvvisa sparizione, orchi e nani hanno concluso che gli Asciafredda abbiano lasciato la loro patria perché era diventata ormai un campo di battaglia, in cerca di un altro posto dove vivere[12]. Korrak riapparirà poi a Zul'Drak, inserita con l'uscita della seconda espansione Wrath of the Lich King.
- Drakkari, guidati dal Frost King Malakk, con base a Zul'Drak, sono, insieme agli Zandalari i troll dalle maggiori dimensioni, infatti possono superare i 2,50 metri altezza e hanno una muscolatura simile a quella di un orco. Le somiglianze con gli Zandalari però finiscono qui: al contrario di questi ultimi, i Drakkari non ambiscono assolutamente alla ricerca della conoscenza, ma preferiscono la carneficina e la violenza più assoluta, ne sono la prova i loro sacrifici di sangue e i loro atti di cannibalismo. Inoltre, vista la loro predilezione per la carne cruda, succede spesso che mangino i corpi dei loro avversari caduti, sia morti, che vivi;
- Mantogelido (Frostmane), guidati dal Granpadre Arctikus, con base a Dun Morogh[12], sono, ormai da anni, in continua guerra con i nani di Dun Morogh. Al posto dei raptor, utilizzano come cavalcatura i lupi invernali;

### Troll della sabbia
I troll della sabbia (sand trolls) sono i discendenti di una delle tribù di troll della giungla che formavano l'impero Gurubashi. Rimasti isolati, i troll della sabbia non hanno mai formato un impero, dovendo anzi pian piano cedere parte dei loro territori di Tanaris. Adattatisi all'ambiente desertico di Tanaris, questi troll hanno sviluppato una pelle ruvida e screpolata di colore marrone o dorata, ed il pelo che li ricopre è molto più sottile. L'unica tribù di troll della sabbia è la tribù Sabbiafurente (Sandfury), guidata dal capo Ukorz Scalporude, che vive primariamente nel nordovest di Tanaris, soprattutto dentro la città di Zul'Farrak. È noto che i Sabbiafurente veneravano un'idra di nome Gahz'rilla. La loro città venne razziata da avventurieri una prima volta (in World of Warcraft), e una seconda subito prima del Cataclisma, quando essi si allearono col Martello del Crepuscolo; dopo il secondo attacco, la città rimase abbandonata e la tribù decimata se non completamente sterminata.

### Troll oscuri
Secondo alcuni resoconti frammentari, i troll oscuri (dark trolls) hanno la pelle che varia dal grigio al nero carbone, hanno occhi gialli e conducono un'esistenza quasi totalmente sotterranea. Alcuni avvistamenti parlano di creature rozze e brutali, il che ha fatto teorizzare che siano meno intelligenti degli altri troll, anche se sono sicuramente più violenti. Non c'è mai stata alcuna prova che i troll oscuri abbiano formato alcuna nazione o civiltà, e il loro numero stimato è talmente esiguo che non sempre vengono considerati una razza di troll a parte. Prediligono l'oscurità alla luce e praticano il vudù, effettuano sacrifici rituali e occasionalmente anche il cannibalismo. 
È molto probabile che si tratti comunque di un'unica tribù: l'unica finora conosciuta è la ShadowTooth, che combatté a fianco dell'Orda, degli elfi della notte e dei rifugiati di Lordaeron durante la Battaglia del Monte Hyjal contro la Legione Infuocata. La tribù venne poi, probabilmente, sterminata dal Martello del Crepuscolo durante l'invasione del Monte Hyjal successiva al Cataclisma, ma l'estinzione dei troll oscuri non è mai stata confermata.
L'esploratore Brann Barbabronzea, durante i suoi viaggi, ha inoltre trovato la conferma che fu dai troll oscuri che si evolsero i primi elfi della notte.

## Cultura
La cultura e la società dei troll sono molto particolari, composte da rituali e credenze che hanno fatto parte della loro cultura dall'alba dei tempi. Una delle pratiche più note è quella del cannibalismo. Diverse tribù di troll sono state confermate come cannibali, fra cui i Raschiamuschio e i Ramorrendo, più tutte le tribù di troll dei ghiacci ad oggi note ed anche i troll oscuri. Notevoli eccezioni sono costituite dalle tribù Zandalar e Zannatorta, che non lo praticano. I Lanciascura praticavano il cannibalismo prima di unirsi all'Orda, dove è stato vietato da Thrall. La pratica del cannibalismo fra i troll è dovuta alle loro credenza sugli spiriti dei morti: mangiando i corpi dei loro nemici, i troll credono di consumare anche il loro spirito, o quantomeno danneggiarlo abbastanza da non permettergli di vendicarsi.
Un'altra pratica dei troll, forse più nota del cannibalismo ma ugualmente diffusa, è il vudù, ma è una conoscenza che le tribù di troll non condividono con le altre razze. A differenza del cannibalismo, pare che il vudù abbia avuto origine proprio dagli Zandalari. Un'ultima pratica conosciuta, infine, è quella della mummificazione dei morti, che si riscontra in diverse tribù fra cui gli Amani e i Sabbiafurente.
In Warcraft III: The Frozen Throne vennero introdotti i troll cavalcapipistrelli. Con l'uscita di World of Warcraft, i pipistrelli giganti sono diventati la cavalcatura volante tipica delle zone abitate dai Reietti. L'uso di pipistrelli come cavalcature volanti da parte dei troll è stato ripreso in The Burning Crusade, dove i cieli soprastanti alcune città dell'Orda nelle Terre Esterne sono pattugliate da troll cavalcapipistrelli. I pipistrelli come calvacature volanti sono usati anche in Wrath of the Lich King, durante l'evento della liberazione delle Isole dell'Eco che precede l'uscita della terza espansione, Cataclysm. Alcuni aspetti di alcune tribù di troll, come il vestiario, gli edifici e il gusto estetico ricordano quelli delle culture precolombiane settentrionali o mesoamericane, come gli Atal'ai e il loro culto per Hakkar in sacrifici umani rituali.

### Religione
I troll venerano un pantheon piuttosto variegato e indefinito, che comprende una vasta gamma di entità che ricadono sotto il nome di "Loa" (su ispirazione degli omonimi spiriti del Vudù). Definire chiaramente che cosa sia un loa è un'impresa ardua, dato che il termine sembra applicarsi a una miriade di entità di diversa origine: alcune fonti indicano che i loa sono spiriti di viventi che hanno trasceso la morte, mentre in altri casi si parla di spiriti animali di tipo totemico; alcune divinità non sono mai citate come "loa" (è il caso di alcune "divinità di Zul'Drak"), mentre per altre i due termini vengono usati intercambiabilmente (ad esempio per i restanti loa dei Drakkari o per Hakkar). Infine, non aiuta certo il fatto che divininità e spiriti venerati da altre razze possano anch'essi ricadere in questa categoria: è il caso della dea tuskarr Oacha'noa, nonché degli Antichi Guardiani e persino dei fuochi fatui, ai quali i druidi troll si riferiscono chiamandoli "loa". Spesso ogni tribù ha i propri loa - che quindi sono molto numerosi -, ma non sono affatto rari casi in cui i troll di una tribù venerino o ricorrano all'aiuto dei loa di un'altra tribù, ad esempio i Lanciascura che venerano ancora molti dei loa dei Gurubashi.
Ne consegue che i loa sono difformi per quanto riguarda le loro capacità, con da una parte entità dai grandi poteri (come Hakkar), e dall'altra entità appena uno scalino sopra dei semplici animali (come ad esempio gli spiriti totemici dei troll Scalporosso, che in World of Warcraft si differenziano di ben poco dalla mera fauna, e che i giocatori possono uccidere senza problemi). Nella religione dei troll, i loa posso fungere da giudici per le loro azioni, conferire doni, fornire consigli e punire. Apparentemente, almeno per alcuni di essi, i loa possono essere uccisi nel mondo mortale, ma il loro spirito è eterno, ed è accaduto che dei troll si siano rivoltati contro i propri loa (come nel caso degli Amani e dei Drakkari).